# Maria Cebotari
Maria Cebotari (ur. 10 lutego 1910, Kiszyniów, zm. 9 czerwca 1949, Wiedeń) – śpiewaczka operowa, sopran.
Początkowo grała w wędrownym teatrze rosyjskim, a na karierę śpiewaczki zdecydowała się w wieku dziewiętnastu lat. Do drezdeńskiej Semperoper po krótkim okresie nauki zatrudnił ją Fritz Busch, a w roku 1943 przeniosła się do Staatsoper w Wiedniu, gdzie do jej ważniejszych ról należały te z repertuaru Giacoma Pucciniego – Mimi (Cyganeria), Cio-Cio-San (tytułowa Madame Butterfly) oraz także tytułowa Turandot. W tym czasie była również stałą uczestniczką festiwalu w Salzburgu, śpiewając tam przede wszystkim role mozartowskie. Znana też była ze swoich interpretacji dzieł Richarda Straussa. Ostatnią premierą, w jakiej wystąpiła Cebotari, był Student żebrak Karla Millöckera. Zmarła na raka wątroby i raka trzustki.
Trumna z ciałem zmarłej przedwcześnie śpiewaczki została wystawiona w gmachu Staatsoper, żegnały ją tysiące fanów.